# Boussac (Creuse)

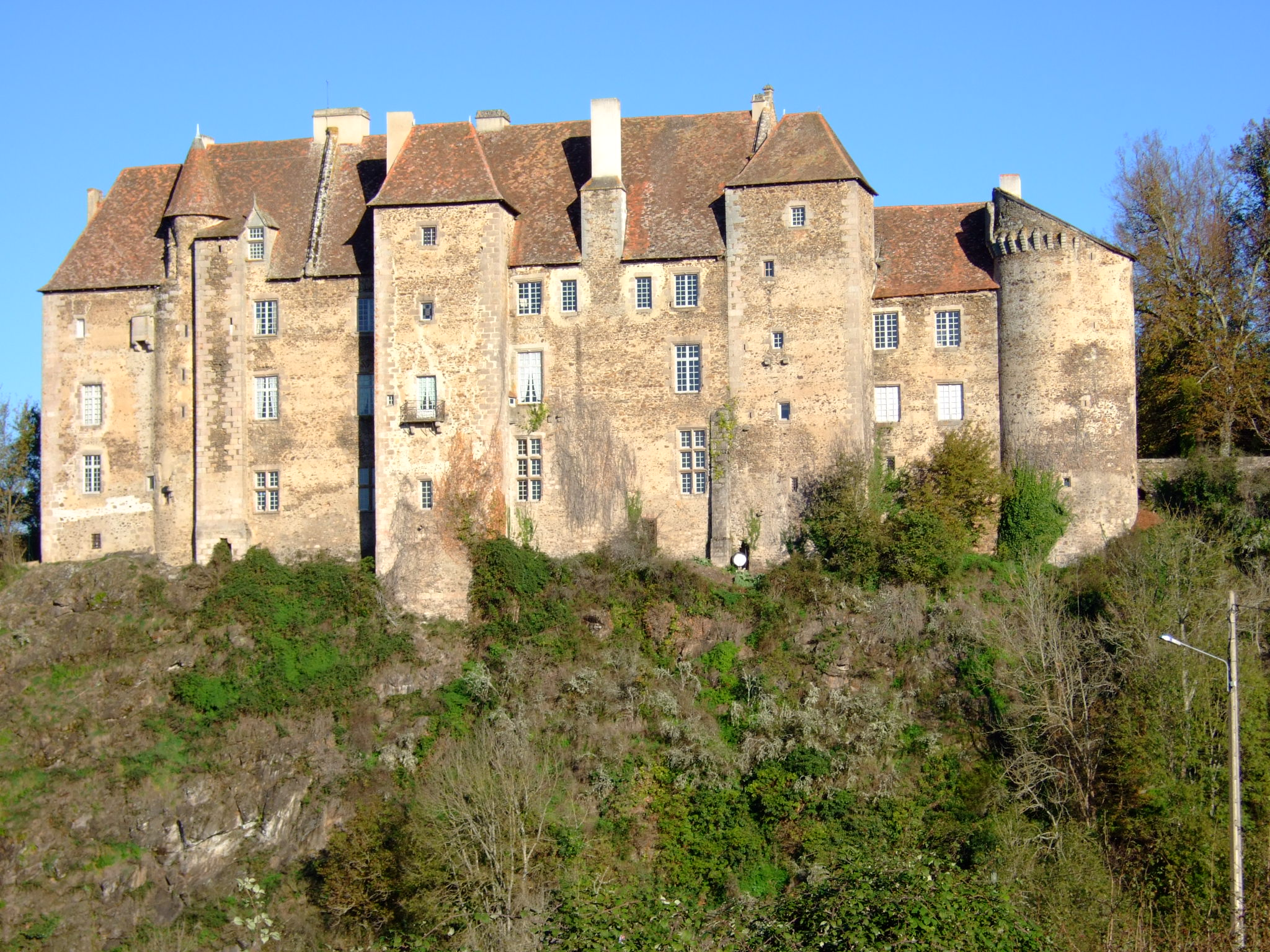
Zamek w Boussac (2006)

Boussac – miejscowość i gmina we Francji, w regionie Nowa Akwitania, w departamencie Creuse.
Według danych na rok 1990 gminę zamieszkiwały 1652 osoby, a gęstość zaludnienia wynosiła 1116 osób/km² (wśród 747 gmin Limousin Boussac plasuje się na 58. miejscu pod względem liczby ludności, natomiast pod względem powierzchni na miejscu 664.).

## Populacja

Populacja Boussac w latach 1962–2008